# Perouz I
Perouz I, död 484, var en persisk kung av den sassanidiska ätten. Han var son till Denag. Han regerade mellan 457 och 484.